# Maria Śliwka
Maria Śliwka, född 7 december 1935 i Biłgoraj, död 30 mars 1997 i Wrocław, var en polsk friidrottare och volleybollspelare.
Śliwka började sin idrottskarriär som kulstötare, där hon som bäst blev tvåa i de polsk mästerskapen och uppnådde ett personbästa på 13,39 meter. Hon blev även polsk mästare i trekamp (löpning, kast och hopp). Som friidrottare tävlade hon med klubbarna Zielona Góra och OWKS Wrocław. Efter en benskada orsakad av att hon tappade kulan tvingades hon dock sluta med sporten. 
Istället började hon tävla i volleyboll. Där tävlade hon med KS Polonia Wrocław och Gwardia Wrocław. Hon nådde snabbt landslagsnivå och kom totalt att spela 118 landskamper med landslaget i volleyboll. Vid OS 1964 var hon lagkapten för laget som tog brons. Tidigare hade de tagit brons vid VM 1962 samt tagit medalj vid både EM 1958 och 1963.